# Ixora jacobsonii
Ixora jacobsonii är en måreväxtart som beskrevs av Cornelis Eliza Bertus Bremekamp. Ixora jacobsonii ingår i släktet Ixora och familjen måreväxter. Inga underarter finns listade i Catalogue of Life.